# Mario Ulivelli
Mario Ulivelli (Firenze, 1914 – Benafer, 23 luglio 1938) è stato un militare italiano, decorato con la medaglia d'oro al valor militare alla memoria nel corso della guerra di Spagna.

## Biografia
Nacque a Firenze nel 1914, figlio di Emilio e Teresa Della Valle. 
Laureatosi in scienze economiche e commerciali presso l'Università di Firenze fu dispensato dal prestare servizio militare di leva nel Regio Esercito per le condizioni in cui versava la famiglia, e nel 1930 si arruolò nella 3ª Legione universitaria della Milizia Volontaria Sicurezza Nazionale. Nell'ottobre 1935, inquadrato nel Battaglione universitario mitraglieri "Curtatone e Montanara" come caposquadra partì volontario, per l'Africa Orientale, prendendo parte alla guerra d'Etiopia con la 6ª Divisione CC.NN. "Tevere". Divenuto sottotenente di complemento nell'arma di fanteria, rientrò in Italia nel giugno del 1936 e dal novembre al dicembre successivo prestò servizio nell'84º Reggimento fanteria "Venezia" di stanza a Firenze. Nel giugno 1937 venne richiamato in servizio attivo a domanda e frequentato un corso di addestramento presso la Scuola Centrale Militare di Civitavecchia,  il 1 ottobre dello stesso anno partì volontario per combattere nella guerra di Spagna. Sbarcato a Cadice otto giorni dopo, fu assegnato al 1 Reggimento "Volontari del Littorio" in forza alla 4ª Divisione fanteria "Littorio" passando poi, dal febbraio 1938, alla 3ª Compagnia del Battaglione "Carroccio" del 3º Reggimento. Cadde in combattimento a Benafer il 23 luglio 1938, e venne successivamente decorato con la medaglia d'oro al valor militare alla memoria.

### Fonti
1. ↑  Gruppo Medaglie d'Oro al Valore Militare 1965, p. 323.
2. 1 2 3 4 5 6 7  Combattenti Liberazione.
3. ↑   Medaglia d'oro al valor militare Ulivelli, Mario, su quirinale.it, Quirinale. URL consultato l'11 febbraio 2023.
4. ↑  Registrato alla Corte dei conti lì 4 maggio 1939,  guerra registro 17, foglio 329.